# 松平斉善
松平 斉善（まつだいら なりさわ）は、江戸時代後期の大名。福井藩15代藩主。官位は正四位下・左近衛権中将。12代将軍・徳川家慶の異母弟。

## 生涯
文政3年（1820年）9月24日、11代将軍・徳川家斉の二十二男として江戸城にて誕生。天保6年（1835年）閏7月11日、松平斉承の養子となり、従四位上・少将上座に叙任する。8月28日に養父の跡を受けて家督を相続する。同年10月28日、正四位下・少将に叙任する。実父でもある将軍・家斉の偏諱を拝領し斉善、また越前守を名乗る。天保8年（1837年）8月25日には左近衛権中将に進む。生来病弱であったと伝わり、天保9年（1838年）4月に江戸を出立し、初入国を果たすが、その直後の7月27日に19歳で急死した。
死去の時点で嗣子がなく、本来ならば断絶するところであったが、兄・家慶の計らいと先代藩主・斉承の正室・松栄院（浅姫・家慶異母妹）の働きかけにより、従弟の慶永（田安徳川家当主徳川斉匡の子）が継ぐこととなった。この時慶永は他家への養子縁組が決定していたが、9月4日に急遽福井松平家の養子とされた。この手続きの整合性と正当性のため、越前国許からの斉善死去報告の使者は9月2日には江戸に到着していたが、「（国許での）斉善死去は8月28日。（だがそれとは知らないまま）江戸での養子縁組承認は9月4日。国許よりの使者到着は9月6日（に急使が到着した、とするなら、死亡日付は逆算して8月28日頃が都合がよいという設定）」とされた。
若年のまま死去し、またほぼ江戸在府であったため、藩政にその直接の足跡は少ないが、治世の期間の天保6年12月（1836年）には財政難を理由に領地を増やして欲しい、およそ90万両の赤字があると幕府へ届け、助成を仰いでいる。天保8年（1837年）に江戸上屋敷を焼失、再建費用として幕府より2万両を貸与されている。また同年8月には不作を理由に1万両を助成され、天保9年（1838年）7月初旬には松栄院（浅姫）の住居普請のため1万5000両を拝領している。
領内の凶作や火災被害の困窮者に対し、金銭援助や食料配給を行うなどの福祉策を行っている。変わったところでは天保8年（1837年）3月、風病流行のため藩主導で祈祷を行い、御札守を領内領民に配布している。

## 系譜
- 父：徳川家斉
- 母：本輪院
- 養父：松平斉承
- 正室：無し
  - 養子：松平慶永（春嶽）（1828年 - 1890年） - 徳川斉匡の八男

## 偏諱を受けた人物
- 松平善道（養叔父（養父・斉承の弟））
- 岡田善功（松江藩主・松平斉恒の養弟。久世道空六男）